# Фридрих Паулус
Фридрих Вилхелм Ернст Паулус (на немски: Friedrich Wilhelm Ernst Paulus) (23 септември 1890 – † 1 февруари 1957) е немски генерал, по-късно повишен във фелдмаршал, който участва във Втората световна война.

## Биография

### Ранен живот и постъпване в армията
Паулус се ражда в семейството на учител. Неуспешно се опитва да се запише за кадет във военноморския флот и за кратко учи право в Марбургския университет, но през 1910 г. го напуска, след като германската армия започва да се разширява и променя изискванията за кандидат-офицерите. През февруари 1910 г. се присъединява към 111-и пехотен полк като кадет-офицер. Жени се за Елена Росети-Солеску, красиво момиче от богато и аристократично румънско семейство.

### Първа световна война (1914 – 1918)
В началото на Първата световна война полкът на Паулус е част от силите, нахлули във Франция, и участва в сражения във Вогезите и около Арас през есента на 1914 г. След отсъствие от бойните действия поради болест се завръща във войската като щабен офицер в новосъздадената планинска бойна дивизия Алпенкорпс (на немски: Alpenkorps) и служи в Македония, Франция и Сърбия. До края на войната е повишен в чин капитан.

### Междувоенен период
След края на Първата световна война Паулус остава да служи в Райхсвера и е причислен към 13-и пехотен полк в Щутгарт като командир на рота. За периода от 1921 до 1933 г. Паулус служи на различни щабни позиции, а след това за кратко командва моторизирана бригада (1934 – 1935 г.), преди да бъде назначен за началник-щаб в командването на танковите войски през 1935 г.

### Втора световна война (1939 – 1945)
Той остава на този пост до 1939 г., когато е повишен в чин генерал-майор и става началник на щаба на 10-а армия, която действа в Полша, Холандия и Белгия и до участието си в последните две кампании е преименувана на 6-а армия. През 1940 г. Паулус е назначен за заместник-началник на немския генерален щаб и в тази си роля участва в планирането на нашествието в Съветския съюз. Става командващ 6-а армия през януари 1942 г. През май печели сражението при Харков и повежда настъплението към Сталинград.
Противно на своята логика на признат военен тактик, Паулус следва заповедите на Хитлер да не отстъпва при никакви обстоятелства, даже когато неговите сили са напълно обкръжени при Сталинград. Опитът на силите на фелдмаршал Ерих фон Манщайн да му помогнат не успява, защото на Паулус му е отказано позволение да отстъпи. 6-а армия е разбита заедно с румънските си съюзници през януари 1943 г.
Неспособността или нежеланието на Паулус да вземе решение за спасение на хората си против волята на Хитлер го поставя в крайно отрицателна светлина от историческа гледна точка. Паулус отказва сам да сложи край на своя живот, както поръчва фюрерът. От Паулус се очаква да задържи позициите си до смъртта си, а след като съдбата на 6-а армия е предопределена, Хитлер повишава Паулус във фелдмаршал, едно доста ясно внушение, тъй като дотогава нито един немски фелдмаршал не се е предавал.
Въпреки това, малко след като става фелдмаршал, той се предава през февруари 1943 г. Докато е в съветски плен, Паулус става критик на режима в Нацистка Германия. Той се присъединява към подкрепяния от СССР Национален комитет за свободна Германия и призовава немците да се предадат. След това участва като свидетел в Нюрнбергския процес. Освободен е през 1953 г., две години преди завръщането на немските военнопленници от Съветския съюз.

#### Теоретик на плана „Барбароса“ (1941)
Фридрих Паулус е главен теоретик на плана за нападение на СССР от Третия Райх, станал известен под кодовото наименование операция „Барбароса“.
Първоначално разработването на варианти на плана за нападение на СССР е възложено от Хитлер на началник-щаба на 18-а армия генерал Ерих Маркс. Успоредно с него по плана работят и генералите Грайнфенберг, фон Зоденщерн, както и полковник Кинцел и подполковникът от Генералния щаб на Вермахта Фойербанд. Разработката на окончателния вариант на плана Барбароса на база свръзка в едно на всички разработки е възложена на Фридрих Паулус, който по него време е първи заместник-началник на Генералния щаб на върховното командване на сухопътните войски на Вермахта. Паулус лично докладва окончателния вариант на плана Барбароса на фюрера.
След доклада на Паулус е възложено разработването на съображения относно групирането на войските и реда за тяхното съсредоточаване и разгръщане по плана, след като в края на юли 1940 г. Хитлер съобщава на щаба на оперативното ръководство на ОКВ (Обединено командване на Вермахта), че не изключва възможността за поход срещу СССР. Паулус завършва тази работа на 17 септември 1940 г., след което обобщава всички резултати по предварителното оперативно-стратегическо планиране с докладна записка от 29 октомври същата година.
На 29 ноември, 3 и 7 декември 1940 г. се провеждат щабни игри съгласно разработения план в Цосен, където е главната квартира на командването на сухопътните войски на Вермахта. Присъстват началник-щаба Халдер, началникът на оперативния отдел полковник Хойзингер, началникът на отдела „Източни чуждестранни армии“ полковник Гелен и други висши немски офицери. Целта на игрите е да се уточнят последните подробности по разпределението на силите и задачите на Източната армия на Вермахта, след като са разработени основните принципи на стратегията и тактиката в бъдещата война срещу СССР. Вследствие на анализа и изводите от провелата се игра, през февруари 1941 г. Паулус докладва резултатите на Хитлер в присъствието на Браухич, Кайтел, Халдер и Йодл, след което фюрерът подписва Директива № 21 на ОКВ за приемане и влизане в сила на плана Барбароса.

#### Съветски свидетел в Нюрнберг
След пленяването му при Сталинград Съветите се опитват и ползват Паулус в своя полза като свидетел в Нюрнбергския процес. По този начин те вадят основния си коз срещу западните сили в прелюдията към Студената война.
На 25 септември 1953 г. Фридрих Паулус се завръща от съветски плен в Германия – Дрезден. Чете лекционен курс във Висшето офицерско училище на ГДР по онова време. Взима пред сина си Адам (който живее в Западна Германия) крайно отрицателно отношение към излезлите през 1955 г. мемоари на Ерих фон Манщайн под заглавие „Проиграни победи“. Заболяване му попречва да напише фундаментално изследване върху Втората световна война и той умира на 1 февруари 1957 година.

## Цитати
- „Ако погледнете на войната през собствените си очи, ще получите любителски фотограф. Ако погледнете на войната през очите на врага, ще получите отлични рентгенови снимки.“ (от книгата: „Имам честта!“, В. Пикул)